# Lateral (Phonetik)
Ein Lateral (lateinisch laterālis ‚seitlich‘; auch Laterallaut oder deutsch Seitenlaut) ist ein Sprachlaut, bei dem der artikulatorische Überwindungsmodus sich nicht auf der Pfeilnaht des Mundraums befindet wie bei den Sagittalen, sondern an den Seiten.
Bei der Bildung von Lateralen erfolgt eine meist nicht Geräusche verursachende Engebildung entlang des Zungenmuskels.
Der akustische Eindruck aller Laterallaute ist der eines l.
Die meisten Laterallaute sind Approximanten, es gibt jedoch auch frikative Laterale:
- Stimmhafter lateraler alveolarer Approximant [⁠l⁠]
- velarisierter alveolar-lateraler Approximant [⁠ɫ⁠]
- retroflexer lateraler Approximant [⁠ɭ⁠]
- palataler lateraler Approximant [⁠ʎ⁠]
- velarer lateraler Approximant [⁠ʟ⁠]
- alveolar-lateraler Flap [⁠ɺ⁠]
- stimmloser alveolar-lateraler Frikativ [⁠ɬ⁠]
- stimmhafter alveolar-lateraler Frikativ [⁠ɮ⁠]

Es kommen auch Verbindungen zwischen Plosiven und Lateralen vor. Bei diesen sogenannten Affrikaten erfolgt die Verschlusslösung des eigentlichen Plosivs nicht vollständig, sondern geht in den nachfolgenden Frikativ über.
Die lateralen Affrikaten sind heterorgane Affrikaten:
- stimmlose alveolar-laterale Affrikate [⁠tɬ⁠]
- aspirierte stimmlose alveolar-laterale Affrikate [⁠tɬʰ⁠]
- stimmhafte alveolar-laterale Affrikate [⁠dɮ⁠]

Laterale und r-Laute fasste man früher als Liquiden zusammen.
Die Verschiebung eines Lautes zu einem Lateral nennt man Lambdazismus bzw. Lateralisierung. 